# Спартель
Спарте́ль (исп. Espartel, араб. رأس سبارتيل‎) — мыс в Марокко, расположен на входе в Гибралтарский пролив примерно в 10 км от города Танжер.
Недалеко от мыса располагался остров Спартель, который затонул примерно 12 тыс. лет назад. Некоторые исследователи полагают, что этот остров являлся легендарной Атлантидой. От мыса на юг простирается одна из самых протяжённых в мире пляжных линий (47 км), омываемая чистыми водами океана. На мысе расположены Геркулесовы пещеры.
Благодаря своему положению на стыке Средиземного моря и Атлантического океана район вокруг мыса имел стратегическое значение. В октябре 1782 года в ходе войны за независимость США произошло сражение между британцами и испанцами. Спустя более полутора сотен лет, в годы гражданской войны в Испании рядом с мысом также произошло морское сражение.